# Liga Encarnacena de Fútbol
La Liga Encarnacena de Fútbol es una de las catorce ligas regionales de Itapúa, correspondiente a la Federación de Fútbol del Séptimo Departamento Itapúa, a su vez afiliado a la Unión del Fútbol del Interior.
Su selección ha sido campeona del Campeonato Nacional de Interligas (2022/23), con dicho título la liga se ganó el derecho de participar en la División Intermedia (Segunda División) de la Asociación Paraguaya de Fútbol, para la temporada 2024. Para ello tuvo que refundarse como Encarnación FC.

## Campeonato
Está compuesto por 11 equipos. Su campeón, suele ascender a la Primera División B Nacional (Tercera División), organizado por la Unión del Fútbol del Interior, donde se enfrentan los campeones de las demás ligas departamentales (salvo de Asunción y alrededores).
El club 22 de Septiembre de esta liga, llegó a competir en la Segunda División de Paraguay.
Los clubes Universal y Pettirossi llegaron a competir en la Primera División de Paraguay.

### Formato de la competición
Es utilizado el sistema de liga o todos contra todos a partidos de ida y vuelta, o sea dos ruedas de once fechas cada una con localía recíproca o neutral. En cada fecha, un equipo queda libre, y vuelve a jugar el partido "pendiente" en la próxima fecha con el próximo equipo que estará libre en la próxima fecha. El ganador del torneo es el que más puntos acumulados tiene. Para determinar el campeón absoluto de la temporada, se hace una "finalísima" de ida y vuelta entre los campeones de cada ronda. Si el mismo equipo sale campeón en ambas rondas, se consagra el campeón absoluto. 

### Temporada 2019
En la temporada 2019 del fútbol encarnaceno compitieron 11 clubes. 

#### Equipos participantes (2019)
- 1.º de Marzo
- 22 de Septiembre
- San Juan
- Los Labriegos
- Nueva Estrella
- Universal
- Pettirossi
- Athletic
- Nacional
- Deportivo Capitán Miranda
- Deportivo Encarnación
- Club Deportivo Itapuense

## Historial de campeones
| Año  | Campeón                                    | Subcampeón                                 |
| ---- | ------------------------------------------ | ------------------------------------------ |
| 1919 | 22 de Septiembre                           |                                            |
| 1920 | 22 de Septiembre                           |                                            |
| 1921 | 22 de Septiembre                           |                                            |
| 1923 | 22 de Septiembre                           |                                            |
| 1924 | 22 de Septiembre                           |                                            |
| 1925 | 22 de Septiembre                           |                                            |
| 1926 | 22 de Septiembre                           |                                            |
| 1927 | 22 de Septiembre                           |                                            |
| 1928 | 22 de Septiembre                           |                                            |
| 1937 | 22 de Septiembre                           |                                            |
| 1938 | 22 de Septiembre                           |                                            |
| 1942 | 22 de Septiembre                           |                                            |
| 1946 | 22 de Septiembre                           |                                            |
| 1949 | 22 de Septiembre                           |                                            |
| 1951 | 22 de Septiembre                           |                                            |
| 1952 | 22 de Septiembre                           |                                            |
| 1957 | 22 de Septiembre                           |                                            |
| 1962 | 22 de Septiembre                           |                                            |
| 1969 | 22 de Septiembre                           |                                            |
| 1970 | 22 de Septiembre                           |                                            |
| 1971 | 22 de Septiembre                           |                                            |
| 1972 | 22 de Septiembre                           |                                            |
| 1973 | 22 de Septiembre                           |                                            |
| 1974 | 22 de Septiembre                           |                                            |
| 1992 | Nueva Estrella                             |                                            |
| 1993 | Nueva Estrella                             |                                            |
| 1994 | Club Universal                             | Nueva Estrella                             |
| 1995 | Nueva Estrella                             | Nacional FC                                |
| 2000 | 22 de Septiembre                           | Club Pettirossi                            |
| 2001 | Club Pettirossi                            | Club 1.º de Marzo                          |
| 2002 | Club Atlético Nueva Estrella               | Club Social Deportivo Los Labriegos        |
| 2003 | Club Pettirossi                            | Club Atlético Nueva Estrella               |
| 2004 | 22 de Septiembre                           | Club Atlético San Juan                     |
| 2005 | Club 1.º de Marzo                          | 22 de Septiembre                           |
| 2006 | Deportivo San Juan                         | Club Atlético Nueva Estrella               |
| 2007 | Universal                                  | Club Atlético San Juan                     |
| 2008 | Universal                                  | 1.º de Marzo                               |
| 2009 | Deportivo Encarnación                      | Club 22 de Septiembre                      |
| 2010 | Universal                                  | Club Social Deportivo Los Labriegos        |
| 2011 | 22 de Septiembre                           | Universal                                  |
| 2012 | 22 de Septiembre                           | Deportivo Capitán Miranda                  |
| 2013 | 1.º de Marzo                               | Deportivo Capitán Miranda                  |
| 2014 | 22 de Septiembre                           | 1.º de Marzo                               |
| 2015 | Nacional FC                                | 22 de Septiembre                           |
| 2016 | 1.º de Marzo                               | Nacional FC                                |
| 2017 | Athletic FBC                               | Club Pettirossi                            |
| 2018 | Athletic FBC                               | Nacional FC                                |
| 2019 | Club Atlético San Juan                     | 22 de Septiembre                           |
| 2020 | Cancelado debido a la Pandemia de COVID-19 | Cancelado debido a la Pandemia de COVID-19 |
| 2021 | Athletic FBC                               | 22 de Septiembre                           |
| 2022 | Club Pettirossi                            | 1° de Marzo                                |
| 2023 | Deportivo Miranda                          | Universal                                  |

### Copa Villa Alegre
Desde la temporada 2010 se estableció la disputa de la Copa Villa Alegre, en honor y para mantener vivo el recuerdo del desaparecido estadio de la Liga, la disputan los clubes que terminan en las primeras posiciones de la primera rueda del campeonato. En los últimos años la Copa lo gana el club que culmine al frente de las posiciones en la primera rueda del campeonato.
| Año  | Campeón                   |
| ---- | ------------------------- |
| 2010 | Deportivo Capitán Miranda |
| 2011 | Universal                 |
| 2012 | Deportivo Capitán Miranda |
| 2013 | 22 de Septiembre          |
| 2014 | Nacional FC               |
| 2015 | Nacional FC               |
| 2016 | Nacional FC               |
| 2017 | Athletic FBC              |
| 2018 | Athletic FBC              |
| 2019 | 22 de Septiembre          |
| 2020 | Suspendido                |
| 2021 |                           |
| 2022 | Club Pettirossi           |
| 2023 | Deportivo Itapuense       |

## Estadio
El antiguo estadio de la Liga Encarnacena fue demolida en enero del 2010 por trabajos de la EBY, tenía capacidad de 5000 personas aproximadamente y era denominado el estadio "Villa Alegre", fue inaugurado en la década de 1960. El último partido oficial disputado en ese escenario fue por el campeonato de la Liga Encarnacena en el año 2008 entre el club Universal y el club 1.º de Marzo.
En octubre de ese mismo año, se planteó la construcción de un nuevo estadio que estaría ubicado en el barrio Chaipé, con capacidad inicial de 8000 personas, con capacidad final para 28 000 personas. Las obras deberían haber iniciado en el 2014, pero recién a mediados de 2016 iniciaron los primeros trabajos de suelo. El 4 de noviembre de 2020 fue inaugurado en su segunda etapa, con una capacidad de 16 000 espectadores.

## Selección
La Liga Encarnacena es representada por su selección de fútbol en el Campeonato Nacional de Interligas y en la Primera División B Nacional (tercera división). La selección ha ganado la fase departamental en varias ocasiones y llegó a la final del Campeonato Nacional de Interligas en cinco ediciones, de las cuales en una fue campeón. 

### Palmarés
- Campeón del Campeonato Nacional de Interligas: 1 vez (2022/23).
- Subcampeón del Campeonato Nacional de Interligas: 4 veces (1963/64, 1971/72, 1981/82, 1995/96)[21]